# Самойлов Віталій Анатолійович
Віта́лій Анато́лійович Само́йлов (латис. Vitālijs Samoilovs, рос. Виталий Анатольевич Самойлов; нар. 17 квітня 1962, Рига, Латвійська РСР, СРСР) — радянський і латвійський хокеїст, воротар. Олімпійський чемпіон.

## Клубна кар'єра
Вихованець ризької хокейної школи. За місцеве «Динамо» дебютував у шістнадцять років на престижному міжнародному турнірі на призи московської газети «Советский спорт». У чемпіонаті СРСР перший поєдинок провів у сезоні 1981/82. Тривалий час Самойлова можна було легко відрізнити від будь-якого іншого радянського голкіпера по незахищених ліктях. Йому було так зручніше відбивати кидки суперників. За підсумками сезону 1986/87 був обраний до переліку 34 найкращих хокеїстів країни. Вніс вагомий внесок у здобуття срібних медалей чемпіонату 1987/88. За рижан виступав вісім сезонів — провів 165 матчів, пропустив 523 шайби.
1989 року перейшов до «Сокола». У першому сезоні Віталій Самойлов і Юрій Шундров ворота команди захищали по черзі, а в наступному став беззаперечним першим номером клубу. За два роки в київській команді провів 74 матчі, пропустив 205 шайб.
Після розпаду СРСР повернувся до Латвії, де виступав за місцеві хокейні команди.

## Виступи у збірній
За збірну СРСР дебютував 1 листопада 1986 року. В Остраві радянські хокеїсти поступилися господарям майданчика з рахунком 2:3. Був у складі національної збірної на двох головних хокейних турнірах, але жодного разу не виходив на лід. На кубку Канади 1987 по черзі виступали Сергій Мильников і Євген Бєлошейкін. Бєлошейкін поїхав на Олімпійські ігри в Калгарі з травмою, але там вистачило і одного Мильникова. В 1988 році отримав почесне звання «Заслужений майстер спорту СРСР». Останній, десятий, матч провів 20 травня 1988 року в Токіо проти японської збірної (перемога 13:2).
Після завершення ігрової кар'єри працював тренером воротарів у збірній Латвії і «Металургу» із Новокузнецька.

## Досягнення
- Олімпійський чемпіон (1): 1988
- Фіналіст кубка Канади (1): 1987
- Срібний призер чемпіонату СРСР (1): 1988

## Статистика
Статистика виступів у вищій лізі чемпіонату СРСР.
| Сезон                    | Команда                  | Ліга                     | І   | ПШ  |
| ------------------------ | ------------------------ | ------------------------ | --- | --- |
| 1981/82                  | «Динамо» (Рига)          | вища                     | 8   | 27  |
| 1982/83                  | «Динамо» (Рига))         | вища                     | 23  | 63  |
| 1983/84                  | «Динамо» (Рига)          | вища                     | 22  | 80  |
| 1984/85                  | «Динамо» (Рига)          | вища                     | 24  | 83  |
| 1985/86                  | «Динамо» (Рига)          | вища                     | 21  | 52  |
| 1986/87                  | «Динамо» (Рига)          | вища                     | 40  | 128 |
| 1987/88                  | «Динамо» (Рига)          | вища                     | 21  | 76  |
| 1988/89                  | «Динамо» (Рига)          | вища                     | 6   | 14  |
| 1989/90                  | «Сокіл» (Київ)           | вища                     | 33  | 86  |
| 1990/91                  | «Сокіл» (Київ)           | вища                     | 41  | 119 |
| Усього у вищій лізі СРСР | Усього у вищій лізі СРСР | Усього у вищій лізі СРСР | 239 | 728 |

У збірній:
| №  | Дата       | Місце      | Турнір          | Суперник       | Рахунок | Опонент         | Автори голів                                                                                |
| -- | ---------- | ---------- | --------------- | -------------- | ------- | --------------- | ------------------------------------------------------------------------------------------- |
| 1  | 01.11.1986 | Острава    |                 | Чехословаччина | 2-3     | Яромир Шиндел   | Крутов, Леонов — Черний, Кучера, Пашек                                                      |
| 2  | 29.10.1987 | Прага      |                 | Чехословаччина | 4-2     | Домінік Гашек   | Биков, Семак, Семенов, Волгін — Влах, Влк                                                   |
| 3  | 30.10.1987 | Готвальдов |                 | Чехословаччина | 3-3     | Домінік Гашек   | Харін, Кравчук, Яшин — Ружичка (3)                                                          |
| 4  | 01.11.1987 | Острава    |                 | Чехословаччина | 2-2     | Яромир Шиндел   | Биков, Черних — Грдіна, Кучера                                                              |
| 5  | 04.12.1987 | Женева     |                 | Швейцарія      | 5-2     | Ріхард Буше     | Кравчук (2), Ломакін, Биков, Каменський — Келлікер, Шлагенгауф                              |
| 6  | 16.12.1987 | Москва     | Приз «Известий» | Німеччина      | 10-1    | Гельмут да Рааф | Биков, Макоров (2), Свєтлов (2), Хомутов, Чистяков, Константинов, Черних, Стельнов — Шиллер |
| 7  | 17.12.1987 | Москва     | Приз «Известий» | Фінляндія      | 3-3     | Ярмо Мюллюс     | Кравчук, Касатонов, Черних — Сусі, Ялонен, Мікколайнен                                      |
| 8  | 19.12.1987 | Москва     | Приз «Известий» | Канада         | 2-3     | Шон Бурк        | Свєтлов, Ларіонов — Шрейбер, Беррі (2)                                                      |
| 9  | 18.05.1988 | Токіо      |                 | Японія         | 10-4    |                 | Биков, Свєтлов (2), Гусаров, Хомутов, Кожевников, Кравчук, Макаров (2), Семенов — ?         |
| 10 | 20.05.1988 | Токіо      |                 | Японія         | 13-2    |                 | Макаров (4), Семенов (2), Яшин (2), Черних (2), Стельнов, Крутов, Биков — ?                 |